# Грузова
Грузова (пол. Grąziowa) — колишнє село, а тепер — лісове селище Бещадського повіту Підкарпатського воєводства Республіки Польща, на прадавніх українських землях, у долині річки Вігор, притоки р. Сян. Нижче по течії знаходилися також села Трійця і Посада Риботицька, а найближчими містами були Риботичі та Арламів.

## Історія
Першу згадку про село маємо в документі від 1469 року. До 1772 року село входило до складу Риботицького ключа Перемишльської землі Руського воєводства Королівства Польського.
У 1772 році після першого розподілу Польщі село відійшло до імперії Габсбургів, входило до провінції Королівство Галичини та Володимирії. Недалеко від Ямни Горішньої функціонувала закладена наприкінці XIX століття гута скла, що діяла до 30-х років XX століття. Поряд стояв млин та парова лісопильня, що належали М. Сегалу. З кінця XVIII до середини XX століття діяла також водяна лісопильня. В 1879 р. в селі було 128 житлових будинків і 775 жителів. 
Після розпаду Австро-Угорщини і утворення 1 листопада 1918 р. Західноукраїнської Народної Республіки це переважно населене українцями село Надсяння було окуповане Польщею. В 1921 р. вже було 210 житлових будинків і 1155 жителів (890 греко-католиків, 190 римо-католиків і 75 юдеїв). На 1.01.1939 в селі було 1470 жителів, з них 1140 українців-грекокатоликів, 240 українців-римокатоликів, 20 поляків, 70 євреїв. Село входило до ґміни Войткова Добромильського повіту Львівського воєводства.
Після початку Другої світової війни 13 вересня 1939 року війська Третього Рейху увійшли в село, та після вторгнення СРСР до Польщі 27 вересня увійшли радянські війська і Грузова, що знаходиться на правому, східному березі Сяну, разом з іншими навколишніми селами відійшла до СРСР та ввійшла до складу утвореної 27 листопада 1939 року Дрогобицької області УРСР (обласний центр — місто Дрогобич).
З початком німецько-радянської війни 27 червня 1941 року село було зайняте військами вермахту. 28 липня 1944 року німці покинули цю територію. Від 13 серпня 1944 почалася примусова мобілізація українців до Червоної Армії.
В березні 1945 року Грузову, як і весь Бірчанський район з районним центром Бірча, Ліськівський район з районним центром Лісько та західна частина Перемишльського району включно з містом Перемишль зі складу Дрогобицької області передано Польщі.

### Церква
Вперше церква в селі згадується в 1510 році.
Церква Різдва Пр. Богородиці була збудована в 1731 році, після виселення українців пограбована, в 1968 році розібрана і перевезена до скансену в Сяніку. Була парафіяльною церквою Бірчанського деканату Перемишльської єпархії УГКЦ. В селі також був греко-католицький цвинтар, діяв до 1946 року, серед поховань є могила коменданта боївки Служби Безпеки УПА «Затоки». 

### Виселення
9 вересня 1944 р. між Радянським Союзом та тимчасовим урядом Польщі було підписано договір про прийняття так званої Лінії Керзона як польсько-українського кордону. Згідно з ним частина земель з переважно українським населенням відходила до Польщі (Підляшшя, Холмщина, Надсяння і Лемківщина). По той бік кордону опинялися близько мільйона українців. У вересні-жовтні 1944 почалося добровільне переселення, яке в 1945 році стало примусовим. В березні 1945 р. міліціонери з Войткової вбили в селі кількох українців. 19 жовтня 1945 2-й батальйон 28-го полку піхоти Війська польського депортував із села 40 родин. 28 лютого 1946 року польське військо прибуло за рештою жителів. Врешті наступного дня зловили 20 родин, але з них 13 було змішаними і їх відпустили. Побито навіть стареньку польку, якій наказано виїхати. А 2 і 4 березня військо знову обшукувало село, але нікого не вдалося зловити, бо решта попри снігові замети поховалися в лісі та по сусідніх селах, тільки вбито 3 особи і пограбовано оселі. Надалі вояки Війська польського постійно грабували і тероризували жителів села. За 1945-1946 рр. вивезено 48 зі 147 родин.
А в період з 28 квітня по 10 травня 1947 року в село прибули польські військові й депортували 634 жителів села на ті території в західній та північній частині польської держави (так звані повернені території), що до 1945 належали Німеччині. Село опустіло, більшість хат спалили або розібрали поляки.
У 1959 р. в уцілілих хатах поселили грецьких комуністів-утікачів. У кінці 1960-х їх також виселили, а територія села разом з територіями інших навколишніх виселених сіл включена до відпочинкового комплексу Ради Міністрів.